# Comuna de Szypliszki
Szypliszki (polaco: Gmina Szypliszki), (Lituano: Šipliškės valsčius) é uma gminy (comuna) na Polónia, na voivodia de Podláquia e no condado de Suwałki. A sede do condado é a cidade de Szypliszki.
De acordo com os censos de 2004, a comuna tem 4053 habitantes, com uma densidade 25,9 hab/km².

## Área
Estende-se por uma área de 156,55 km², incluindo:
- área agrícola: 77%
- área florestal: 13%

## Demografia
Dados de 30 de Junho 2004:
|                      | Total   | Total | Mulheres | Mulheres | Homens  | Homens |
| -------------------- | ------- | ----- | -------- | -------- | ------- | ------ |
|                      | pessoas | %     | pessoas  | %        | pessoas | %      |
| População            | 4053    | 100   | 1998     | 49,3     | 2055    | 50,7   |
| Densidade (pop./km²) | 25,9    | 100   | 12,8     | 12,8     | 13,1    | 13,1   |

De acordo com dados de 2002, o rendimento médio per capita ascendia a 1404,76 zł.

## Comunas vizinhas
- Jeleniewo, Krasnopol, Puńsk, Rutka-Tartak, Suwałki, Suwałki.